# Miskowe
Miskowe – osada w Polsce położona w województwie opolskim, w powiecie kluczborskim, w gminie Lasowice Wielkie.